# Daniel Godelli
Daniel Godelli (* 10. Januar 1992 in Elbasan) ist ein albanischer Gewichtheber.
Er war 2009 Jugendeuropameister und 2011 Juniorenweltmeister in der Klasse bis 69 kg. Bei den Europameisterschaften 2011 gewann er die Bronzemedaille im Stoßen und im Zweikampf. 2012 gewann er bei den Europameisterschaften  Bronze im Reißen. Außerdem nahm er an den Olympischen Spielen teil, hatte aber keinen gültigen Versuch. Bei den Europameisterschaften 2013 gewann er Silber. 2014 wechselte er in die Klasse bis 77 kg und wurde bei den Europameisterschaften wieder Zweiter. Bei den Weltmeisterschaften gewann er sogar Gold. Allerdings wurde er bei der Dopingkontrolle positiv auf Stanozolol getestet und für zwei Jahre gesperrt.